# Paweł Giżycki
Paweł Giżycki (* um 1400; † 27. Januar oder 28. Januar 1463 in Pułtusk) war ein polnischer Bischof, Politiker und Regent. Seine Familie gehörte der Wappengemeinschaft Gozdawa an.

## Leben
Paweł Giżycki studierte in Prag die freien Künste. Er schloss 1419 das Studium ab. Danach schlug er die kirchliche Laufbahn ein und wurde Kanoniker in Płock, Krakau, Gnesen und Posen. 1439 wurde er Bischof von Płock. 1444 teilte er das Bistum in zwei Archidiakonate ein: Płock und Pułtusk. Nach dem Tod von König Władysław III. schlug er einen der Herzöge von Masowien als Kandidaten für den polnischen Königsthron vor. Nach dem Tod von Herzog Bolesław von Warschau übte er für dessen minderjährige Söhne Siemowit VI. und Władysław von Płock die Regentschaft aus. Er war ein entschiedener Gegner der Inkorporation von Masowien in die Krone des Königreichs Polen. Er stiftete die Marienbasilika in Pułtusk, wo er nach seinem Tod beigesetzt wurde.